# Aanslag in New Orleans op 1 januari 2025
Op 1 januari 2025 omstreeks 3:15 uur CST (UTC−6) reed een man met een pick-uptruck in op voetgangers op Bourbon Street in New Orleans, Louisiana, Verenigde Staten. Vervolgens stapte hij uit de truck en raakte verwikkeld in een vuurgevecht met de politie voordat hij werd neergeschoten. Vijftien mensen werden gedood, onder wie de verdachte, en minstens vijfendertig anderen raakten gewond, onder wie twee politieagenten. 
De aanval vond plaats tijdens de nieuwjaarsviering in de stad, waar later die dag de Sugar Bowl-wedstrijd (American football) zou worden gehouden.
De FBI identificeerde de bestuurder als Shamsud-Din Jabbar, een in Amerika geboren inwoner van Houston, Texas, die zich tot de islam bekeerd had. Op de achterkant van de vrachtwagen werd een jihadistische vlag van Islamitische Staat (IS) gevonden. De FBI onderzoekt de aanval als een binnenlandse terroristische daad, aangezien er geen bewijs is dat de aanval vanuit het buitenland werd uitgevoerd. De FBI onderzocht de aanval aanvankelijk in samenhang met een voertuigexplosie bij het Trump International Hotel in Las Vegas die dezelfde dag plaatsvond, maar verklaarde later dat ze "geen definitief verband" tussen de twee konden vinden.